# جون كارتر (أكاديمي)
جون كارتر (بالإنجليزية: John Cater)‏ هو أكاديمي بريطاني، ولد في 3 فبراير 1953 في نورثامبتون في المملكة المتحدة.